# Constitution de l'Iran
 (août 2019).
Si vous disposez d'ouvrages ou d'articles de référence ou si vous connaissez des sites web de qualité traitant du thème abordé ici, merci de compléter l'article en donnant les références utiles à sa vérifiabilité et en les liant à la section « Notes et références ».
Lire en ligne

Consulter

La constitution de l'Iran est la norme écrite suprême qui organise les institutions de l'Iran. La première constitution date de 1906, et la seconde, actuellement en vigueur a été adoptée le 24 octobre 1979 et révisée le 28 juillet 1989.

## Histoire

### Une monarchie absolue jusqu'en 1905
Avant 1906, l'Iran était un empire gouverné par un régime de monarchie absolue. L'unificateur de l'État iranien et le fondateur de l'Empire perse, Cyrus le Grand, avait fait une déclaration lors de sa conquête de Babylone (vers 530 av. J.-C.). Cette Charte repose sur les valeurs du zoroastrisme et impose à l'empereur le respect des populations conquises. Elle est un des principaux documents qu'il importe d'étudier dans l'histoire des droits de l'homme. Cyrus y proclame il y a deux mille cinq cents ans, alors qu'il était au pinacle du pouvoir, qu'il « ne régnerait sur aucun des peuples conquis si celui-ci ne le désirait pas ». Il y promet de ne forcer aucun peuple à changer de foi religieuse et de garantie la liberté de chacun et le droit de propriété des peuples vaincus.
Depuis le règne de Cyrus au VIe siècle av. J.-C., l'Iran est dirigé par une série de monarques absolus. Le Chah ou empereur est à la tête de l'empire. Même les dirigeants musulmans des dynasties Séfévides et Qadjars au pouvoir du XVIe siècle aux années 1920, se considèrent comme l'« Ombre de Dieu ». Descendants d'une famille sainte, les Séfévides bénéficient d'une autorité spirituelle plus importante que les Qadjars.

### La révolution constitutionnelle de 1905 à 1911

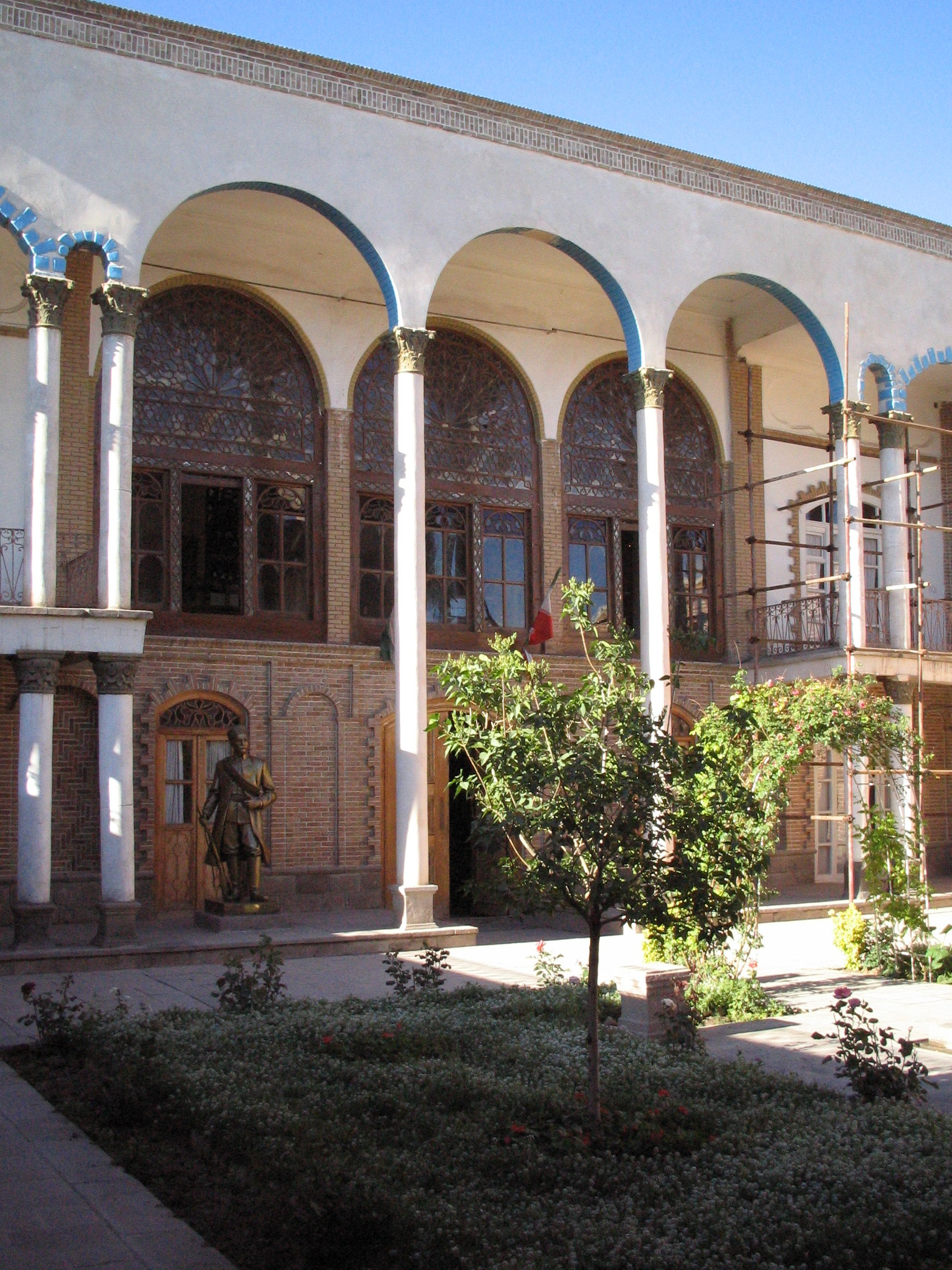
La « Maison de la constitution » à Tabriz, où s'est organisée la révolution constitutionnelle de l'Iran.

L’histoire constitutionnelle de l'Iran commence au lendemain de la révolution constitutionnelle de 1906, pendant laquelle près de 16 000 personnes se réfugient dans les mosquées jusqu'à ce que le chah cède et accepte une constitution qui met fin à la monarchie absolue dans le pays. La constitution de 1906 introduit un nouveau système politique. Inspirée de celle de la Belgique, elle est signée le 30 décembre 1906 par Mozaffaredin Shah, complétée en 1907 puis amendée en 1925, 1949, 1957 et 1967.
Elle instaure un parlement élu qui se divise en deux chambres (Assemblée nationale ou Madjles et Sénat) en 1949. Dans un premier temps, les représentants du peuple sont élus tous les deux ans. Plus tard, leur mandat est porté à quatre ans. En 1971, le nombre de députés atteint un total de 268. Jusqu'en 1963, seuls les hommes de plus de 21 ans peuvent participer aux élections. Les femmes obtiennent alors le droit de vote. Le Sénat ou Chambre haute se réunit pour la première fois en 1950. Composé de 60 membres, la moitié étant élue et l'autre nommée par le shah, les sénateurs ont un mandat de quatre ans. De plus, ils doivent avoir au moins 40 ans. Les députés peuvent proposer des textes de lois s'ils arrivent à rassembler 15 signatures. Dans le cas contraire, seuls le shah et son cabinet peuvent introduire des propositions de lois. Le Parlement contrôle l'action du cabinet lorsque des intérêts nationaux sont en jeu. Avant la Seconde Guerre mondiale, 60 % des députés sont des propriétaires terriens, 20 % des commerçants et moins de 20 % des salariés.
D'après la constitution monarchique de 1906, qui instaure une monarchie constitutionnelle, les pouvoirs du shah sont très vastes. Il nomme le Premier ministre et les membres du cabinet, convoque et dissout le Parlement, nomme les juges, commande les armées, mène la politique internationale et a le pouvoir de déclarer la guerre ou de signer la paix. La signature du shah doit être apposée sur chaque loi.
Le code juridique occidental, inspiré du modèle français est adopté. Pendant les années 1920, les codes du commerce, pénal et civil sont élaborés. Entre 1928 et 1935, la tenue vestimentaire occidentale est de plus en plus admise et les anciennes appellations sont abolies.
La constitution stipule qu'aucune loi ne peut aller à l'encontre de la Chari'ah, code religieux basé sur les principes islamiques. De plus, un conseil de cinq membres appartenant au clergé est créé pour déterminer la constitutionnalité des lois. Toutefois, ni Reza Chah Pahlavi, au pouvoir de 1925 à 1941, ni son fils, Mohammad Reza Pahlavi qui lui succède et dirige le pays jusqu'en 1979, ne laisseront ce conseil avoir une réelle capacité d'action. C'est une des raisons pour lesquelles les dirigeants religieux sont opposés au pouvoir monarchique de la dynastie Pahlavi.

### La Constitution de la République islamique de 1979
En décembre 1979, au lendemain de la révolution islamique, une nouvelle Constitution est adoptée, elle abolit définitivement la monarchie et met en place une République islamique. La nouvelle Constitution repose sur deux sources de légitimité : la souveraineté du peuple et la volonté divine. La Constitution reconnaît les droits de l'individu —  le droit de vote des femmes est maintenu et il est exercé dès l'âge de 15 ans, celui de la majorité — néanmoins elle place les pouvoirs absolus à un guide religieux nommé à vie. Jusqu'à sa mort en 1989, l'ayatollah Rouhollah Khomeini dirige l'Iran selon l'application du principe de la théorie du pouvoir appelé velayat-e faqih, littéralement « la tutelle du docteur de la loi religieuse », qu'il a élaboré lors de son exil. De cette façon, le dirigeant suprême est investi du pouvoir et exerce une sorte de régence en attendant le retour du véritable souverain, le douzième imam Muhammad al-Mahdi selon la tradition chiite duodécimaine.

#### Mise en place
Khomeini avait chargé le gouvernement provisoire de faire un brouillon de Constitution. La première étape fut la tenue d'un référendum le 30 et 31 mars 1979 ; référendum qui avait pour but de déterminer le nouveau système politique à établir. Khomeini rejeta les demandes des divers groupes politiques d'offrir un large choix aux votants : la seule forme à apparaître sur le bulletin était la république islamique, et le vote ne se faisait pas à bulletin secret. Le gouvernement a donc rapporté une majorité écrasante de 98 % en faveur de la république islamique, qui fut proclamée le 1er avril 1979.
Le gouvernement de Khomeini présenta une Constitution le 18 juin 1979. À part l'établissement d'un régime présidentiel fort sur le modèle gaulliste, la Constitution ne différait pas de manière marquée de la Constitution de 1906 et n'accordait pas au clergé un rôle important dans la nouvelle structure. Khomeini était prêt à soumettre ce projet de Constitution au référendum ou à un conseil de 73 représentants qui pourraient donner des conseils mais pas modifier le document. Les partis de gauche rejetèrent cette procédure et demandèrent que la Constitution soit soumise à une assemblée constituante. L'assemblée des experts de la Constitution (une forme limitée de l'Assemblée constituante qui s'occupait de la rédaction de la première Constitution postrévolutionnaire) a donc été créé le 18 août 1979 afin d'examiner la nouvelle Constitution. Cette assemblée diffère de l'Assemblée des experts prévue à l'article 108 de la Constitution de 1979, qui a comme charge la désignation du Guide suprême.
En octobre 1979, quand il devient clair que la nouvelle Constitution institutionnaliserait la domination du clergé sur l'État, Bazargan et les membres de son gouvernement ont essayé de persuader Khomeini de dissoudre l'assemblée des experts de la Constitution mais il refusa. Des manifestations ont eu lieu, notamment à Tabriz, et l'ayatollah Seyyed Kazem Shariatmadari et son Parti républicain du peuple musulman (en) ont mené les manifestations qui ont été contrées par des manifestations plus importantes organisées par les partisans de Khomeini.
Les travaux de l'assemblée des experts de la Constitution ont duré jusqu'au 15 novembre et la constitution fut soumise à référendum les 2 et 3 décembre 1979, qui, de nouveau remporta 98 % des suffrages d'après les chiffres du gouvernement.
Peu d'initiatives pouvaient venir de l'étranger pendant les premiers mois de la révolution. Le gouvernement provisoire de Bazargan a essayé de maintenir des bonnes relations avec les États du golfe Persique malgré les déclarations des dirigeants révolutionnaires. Le sentiment antiaméricain était très répandu et Khomeini lui-même ainsi que les partis de gauche le répandaient encore plus. Cependant, Bazargan a continué à chercher des pièces détachées militaires et des éléments de renseignement sur les activités des Soviétiques et des Irakiens en Iran. Le 1er novembre 1979, Bazargan rencontre Zbigniew K. Brzezinski, conseiller à la Sécurité nationale du président Carter à Alger, où ils assistent à des célébrations de l'indépendance. Pendant ce temps, le chah, alors très malade, est admis aux États-Unis pour se faire traiter médicalement. Les Iraniens craignaient qu'il ne profite de sa visite aux États-Unis pour demander aux autorités américaines de l'aider à renverser la République islamique. Le même jour, des centaines de milliers de manifestants défilent dans les rues de Téhéran pour demander l'extradition du chah, alors que la presse dénonce Bazargan pour avoir rencontré un officiel américain. Bazargan démissionne deux jours plus tard, et personne n'est nommé pour le remplacer.
Le conseil révolutionnaire prend les fonctions de Premier ministre, en attendant les élections présidentielle et législatives. L’élection présidentielle s’est tenue en janvier 1980, trois candidats étaient en lice : Jalal od din farsi (Parti républicain islamique), Abolhassan Bani Sadr associé à Khomeini et l'amiral Ahmad Madani (en), commandant alors la marine iranienne. Bani Sadr fut élu avec 75 % des votes.

#### Amendements de 1989
Le 24 avril 1989, l'Ayatollah Khomeini publie un décret convoquant une assemblée pour la révision de la constitution. Cette révision apporte plusieurs modifications, aux articles 5, 107, 109 et 111 de la constitution. Elle élimine notamment l'obligation faite au guide de la révolution d'être Marja-e taqlid (juriste du chiisme duodécimain disposant de la plus haute autorité). Par ailleurs, elle donne un rôle permanent au Conseil de discernement de l'intérêt supérieur du régime, dont le rôle est de résoudre les désaccords entre le parlement et le conseil des gardiens. Elle supprime aussi le poste de premier ministre et renforce l'autorité du président de la république, mais surtout celui du Guide suprême. Elle accroît le pouvoir des institutions non élues aux dépens de celles issues de la volonté populaire.
Les amendements sont approuvés le 28 juillet 1989, lors de la même élection qui voit Hachemi Rafsanjani être élu président d'Iran.

## Principes généraux de la constitution de la République islamique
Dès l'origine, la Constitution exprime les tensions entre les divers mouvements qui ont porté la révolution. Elle mêle des principes démocratiques à des éléments théocratiques. Mais la volonté du peuple se trouve subordonnée à celle du clergé, par le biais du principe du velayat-e faqih et de l'institution du Conseil des gardiens, qui accorde de fait un droit de veto au Guide suprême. Ce dernier contrôle aussi la radio et la télévision par le biais de l'IRIB (Radio-télévision de la république islamique d’Iran).

### Préambule
Dans son préambule, la constitution de la république islamique d'Iran affirme que les précédents tentatives de lutte contre les régimes "despotiques" en Iran (constitutionnel entre 1906 et 1911, nationalisation du pétrole dans les années 1950) ont échoué faute de référence à la religion. Elle définit donc l'Islam chiite comme l'axe central du système institutionnel.

### Position de l'Islam
Le premier article définit la République islamique en tant que la forme du gouvernement du pays.
Le deuxième article définit la République islamique comme la croyance en :
1. Allah comme dieu unique, et la nécessité de se soumettre à son commandement ;
2. La révélation divine et son rôle fondamental dans l'exposition des lois ;
3. La résurrection après la mort, et le rôle de cette croyance dans l'ascension de l'homme vers Dieu ;
4. La justice de Dieu dans la création et dans le système législatif ;
5. L'Imamat, la doctrine chiite affirmant que les imams sont les successeurs légitimes de Mahomet et figures centrales légitimes de l'oumma, la communauté des musulmans ;
6. La dignité et la valeur de l'homme, et sa liberté couplée à une responsabilité envers Dieu. L'équité, la justice, l'indépendance politique, économique, sociale et culturel ainsi que la solidarité nationale sont alors garanties par :
  - L'ijtihad, l'effort de réflexion des oulémas et des juristes musulmans pour interpréter les textes fondateurs de l'islam et en déduire le droit musulman ;
  - Les sciences et les arts, et les résultats les plus avancés de l'expérience humaine, ainsi que les efforts pour les pousser plus loin ;
  - La négation de toute forme d'oppression et de domination.

### Objectifs de la république islamique
Le troisième article définit les objectifs de la république islamique, qui incluent notamment :
- Le support des valeurs morales positives s'appuyant sur la foi ;
- Le combat de toute forme de vice et de corruption ;
- L'éducation du public à travers l'utilisation adéquat des médias de masse et de la presse ;
- L'éducation gratuite ;
- La pratique gratuite du sport ;
- La recherche scientifique avancée ;
- L'élimination de l'impérialisme et des influences étrangères ;
- L'élimination du despotisme, de l'autocratie et des monopoles ;
- La garantie des libertés sociales et politiques au travers de la loi ;
- La fin de toute forme de discrimination indésirable ;
- La planification d'un système économique juste

### Minorités religieuses
L'article 13 reconnaît les zoroastriens, les juifs et les chrétiens en tant que minorités religieuses protégées ayant la capacité de professer leur culte et d’établir des sociétés religieuses. En revanche, les baha'is ne sont pas reconnus et font l'objet de persécutions.

## Système institutionnel de la constitution

### Guide Suprême
À la tête du pays se trouve le « Guide Suprême » (Rahbar), autorité religieuse dominante, qui est élu ou/et révoqué par l'Assemblée des experts, composée de 88 membres religieux élus pour 8 ans au suffrage universel direct.

### Président de la république islamique d'Iran
Le pouvoir exécutif est détenu par le président de la République, chef du gouvernement, qui est élu pour un mandat de quatre ans et limité à deux mandats consécutifs. Ce dernier désigne son gouvernement et signe les lois votées par l'Assemblée.

### Assemblée consultative islamique
Le pouvoir législatif est détenu par l'Assemblée consultative islamique (Majlis) qui regroupe des représentants élus par le peuple. Cette assemblée compte 290 membres, dont des sièges réservés pour un représentant de chaque communauté minoritaire (zoroastres, juifs, chrétiens chaldéens et assyriens) et deux représentants des chrétiens arméniens. Ses députés sont élus pour quatre ans.

### Conseil des gardiens de la constitution
Le Parlement est contrôlé par le Conseil des gardiens de la constitution. Il est composé de 12 membres dont le mandat est de six ans. La moitié d'entre eux sont des juristes islamiques (faqihs) et nommés par le dirigeant suprême. L'autre moitié est constituée de juristes spécialisés dans d'autres domaines du droit, élus par l'assemblée consultative parmi les candidats présélectionnés par le chef du système judiciaire iranien, lui-même nommé par le Guide suprême.
Ce conseil est chargé de vérifier la compatibilité des lois avec la Constitution et avec l'islam. Ce dernier aspect est confié uniquement aux 6 juristes islamiques. Toutes les lois votées par le Majlis doivent être validées par le conseil des gardiens.
Enfin, le conseil des gardiens valide les candidatures aux différentes élections (présidentielle, législatives ou assemblée des experts).
À l'exception de cette dernière fonction, cette institution correspond, peu ou prou, au Conseil constitutionnel français.[réf. nécessaire].

### Conseil de discernement de l'intérêt supérieur du régime
Dans le cas où le Conseil des gardiens considère qu'une loi votée par le Majlis n'est pas conforme à l'islam ou à la constitution, il revient au Conseil de discernement de l'intérêt supérieur du régime d'arbitrer le différend entre le Majlis et le Conseil des gardiens.
Cette institution est créée par Khomeini en 1988. Elle est validée par la Constitution amendée en 1989.

### Assemblée des experts
Elle a pour rôle de désigner le successeur du Guide suprême. Ses membres sont élus parmi les mujtahids, qui occupent le plus haut rang dans le clergé chiite. Inaugurée en 1983, elle a été dominée par les conservateurs.